# Czesław Adam Stronczak
Czesław Adam Stronczak, także Strończak (ur. 15 października 1893 we Lwowie, zm. 17 lub 19 czerwca 1975 w Londynie) – podinspektor Policji Państwowej, kapitan rezerwy żandarmerii Wojska Polskiego i Polskich Sił Zbrojnych.

## Życiorys
Urodził się 15 października 1893 we Lwowie. Był synem Alfreda Tytusa (naczelnik poczty we Lwowie) oraz Klasy z domu Kochman. Miał siostrę Janinę. W 1914 ukończył VII klasę w C. K. IV Gimnazjum we Lwowie i wówczas był przedstawicielem czytelni szkolnej. W 1915 zdał egzamin dojrzałości w tym gimnazjum.
Został oficerem c. i k. armii, podczas I wojny światowej jako podporucznik rezerwy został wysłany na front włoski. Po zakończeniu I wojny światowej, jako były oficer armii austriackiej został przyjęty do Wojska Polskiego i zatwierdzony w stopniu podporucznika. Został awansowany do stopnia porucznika rezerwy piechoty ze starszeństwem z dniem 1 czerwca 1919. W 1923, 1924 był oficerem rezerwowym 2 Pułku Strzelców Podhalańskich w Sanoku. W 1934 jako porucznik rezerwy piechoty był przydzielony do Oficerskiej Kadry Okręgowej nr I jako oficer pełniący służbę w Policji Państwowej w stopniu oficera P.P. i pozostawał wówczas w ewidencji Powiatowej Komendy Uzupełnień Warszawa Miasto III. Później został awansowany na stopień kapitana rezerwy żandarmerii.
Został oficerem Policji Państwowej. Od 1920 do 1927 w stopniu nadkomisarza pełnił stanowisko komendanta powiatowego posterunku w Lisku. Był członkiem komisji rewizyjnej koła Towarzystwie Szkoły Ludowej w Lisku. W maju 1928, będąc w stopniu komisarza, objął stanowisko komendanta powiatowego PP w Jarosławiu. W latach 30. był w stopniu nadkomisarza PP. Był autorem podręcznika dotyczącego japońskiej sztuki walki jiu-jitsu, przeznaczonego dla słuchaczy szkół policyjnych. Ponadto publikował w czasopismach „Na Posterunku”, „Przegląd Policyjny”. Został awansowany do stopnia podinspektora.
Podczas II wojny światowej w stopniu kapitana był kierownikiem Kursu Odprawowego w Wydziału Wyszkolenia w ramach Oddziału VI Sztabu Głównego Naczelnego Wodza, a podczas służby tworzył opracowania.
Jego żoną została Zofia z domu Zakliczyńska (ur. 1904 w Peczerniżynie), z którą wziął ślub 13 lipca 1920 w Lisku. Ich dziećmi byli Maria (ur. i zm. 1921), Elżbieta (1922-1942), Władysław (ur. 1925), Barbara (ur. 1930). Pod koniec 1939 żona i trójka ich dzieci zostali deportowani w głąb ZSRR, skąd po odzyskaniu wolności przedostali się na Zachód i spotkali się w Wielkiej Brytanii w Czesławem. Po wojnie kpt. Stronczak pozostał na emigracji w Wielkiej Brytanii. Był autorem książki na temat gwary lwowskiej. Zmarł 17 lub 19 czerwca 1975 w Londynie.

## Publikacje
- Zasady walki wręcz (jiu-jitsu) z rycinami (1931)
- Powiedzonka lwowskie (reedycja 1999)[21][22][23]

## Odznaczenie
- Złota odznaka honorowa Koła Lwowian[1]